# Quảng Hòa
Quảng Hòa là một xã thuộc tỉnh Lâm Đồng, Việt Nam.

## Địa lý
Xã Quảng Hòa nằm ở phía bắc tỉnh Lâm Đồng, có vị trí địa lý:
- Phía đông giáp xã Krông Nô, tỉnh Đắk Lắk và xã Đam Rông 3.
- Phía tây giáp xã Quảng Sơn.
- Phía nam giáp xã Đam Rông 2.
- Phía bắc giáp xã Quảng Phú.

Xã Quảng Hòa có diện tích 85,44 km², dân số năm 2025 là 8.594 người, mật độ dân số đạt 101 người/km².

## Hành chính
Xã Quảng Hòa được chia thành 7 thôn: 6, 7, 8, 9, 10, 11, 12.

## Lịch sử
Ngày 18 tháng 10 năm 2007, Chính phủ ban hành Nghị quyết số Nghị định số 155/2007/NĐ-CP. Theo đó, thành lập xã Quảng Hòa trên cơ sở điều chỉnh 8.665 ha diện tích tự nhiên và 3.721 người của xã Quảng Sơn.